# 다인중학교
다인중학교(多仁中學校)는 대한민국 경상북도 의성군 다인면 도암리에 있는 공립 중학교이다.

## 학교 연혁
- 1951년 6월 15일 : 중학교 설립 기성회 조직
- 1951년 11월 19일 : 중학교 설립 인가(개교일)
- 1951년 11월 30일 : 중학교 초대 이대곤 교장 취임
- 1969년 11월 29일 : 고등학교 설립 인가(개교일)
- 1972년 3월 1일 : 고등학교 개교, 초대 이우덕 교장 취임
- 2009년 3월 1일 : 교명변경 다인종합고등학교 --> 다인정보고등학교
- 2017년 3월 1일 : 다인정보고등학교 폐교
- 2022년 9월 28일 : 체육관 '다온관' 개관
- 2023년 9월 1일 : 제31대 박철수 교장 취임
- 2024년 1월 9일 : 제72회 졸업식(졸업생 9명(남 5명, 여 4명) 총수 9,011명)
- 2024년 3월 4일 : 2024학년도 입학식(입학생 3명(남 2명, 여 1명))

## 참고 자료
- 다인중학교 - 한국교육학술정보원 학교알리미